# Kalînivka, Djankoi
Kalînivka (în ucraineană Калинівка) este un sat în comuna Izumrudnivskîi din raionul Djankoi, Republica Autonomă Crimeea, Ucraina.

## Demografie
Componența lingvistică a localității Kalînivka
     Rusă (68,47%)
     Ucraineană (16,11%)
     Tătară crimeeană (11,39%)
     Alte limbi (0,28%)
Conform recensământului din 2001, majoritatea populației localității Kalînivka era vorbitoare de rusă (68,47%), existând în minoritate și vorbitori de ucraineană (16,11%) și tătară crimeeană (11,39%).